# 吉本ラジオ当番
吉本ラジオ当番（よしもとラジオとうばん）は、かつて北海道のコミュニティ放送局で放送されていた、毎週1回・1時間のラジオ番組である。2010年終了。

## 概要
よしもとクリエイティブ・エージェンシー札幌事務所に所属する芸人が出演。若手芸人が参加したイベントのリポートなどコミュニティ放送向けの地域密着の内容を盛り込んで放送。

## MC
MCは隔週交代。
- 笑ハンティング
- モリマン

## 放送局・放送時間
- ラジオカロスサッポロ（製作協力）：火曜 21:00 - 22:00
- FM G'sky：土曜 16:00 - 17:00
- FMおたる：火曜 20:00 - 21:00
- FMねむろ：金曜 14:00 - 15:00
- FMメイプル：木曜 19:00 - 20:00
- FMくしろ：金曜 23:00 - 24:00
- FMわっぴ～：日曜 15:00 - 16:00
- FMりべーる：日曜 20:00 - 21:00
- Airてっし：土曜 25:00 - 26:00